# Горга
Го̀рга (на италиански: Gorga) е село и община в Централна Италия, провинция Рим, регион Лацио. Разположено е на 771 m надморска височина. Населението на общината е 768 души (към 2012 г.).